# معمل تكرير حيوي

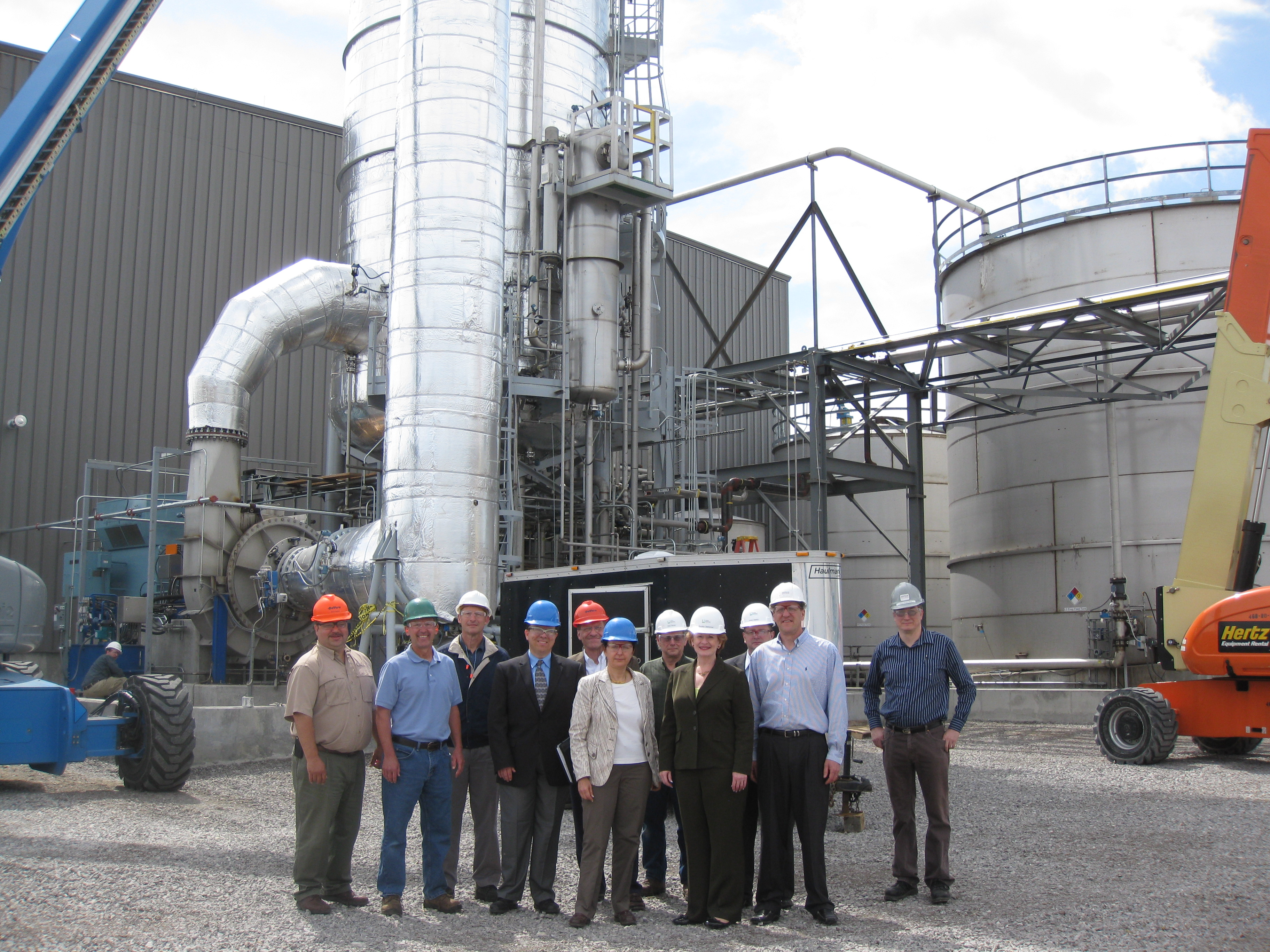

معمل التكرير الحيوي (بالإنجليزية: Biorefinery)‏ هو منشأة تشبه مصفاة البترول التي تضم خطوات المعالجة المختلفة أو عمليات الوحدة، وتتصل بالمعدات لإنتاج منتجات حيوية مختلفة، بما في ذلك الوقود والطاقة والمواد الكيميائية من الكتلة الحيوية. ودائمًا ما يتم اعتبار مصافي التكرير الحيوية الصناعية الطريق الأفضل لإنشاء صناعة حيوية محلية جديدة تنتج مجموعة كاملة من المنتجات الحيوية أو المنتجات القائمة على الكائنات الحية.

## روابط خارجية
- Scientists develop portable generator that turns trash into electricity
- AlgaePARC
- Biorefinery film على يوتيوب